# Thomas S. Ray
Thomas S. Ray, conosciuto anche come Tom Ray (...), è un biologo statunitense che ha creato e sviluppato il Progetto Tierra, una simulazione informatica della Vita artificiale.
Nel 1975, Ray e Donald R. Strong furono i primi a proporre la teoria dello scototropismo su un articolo della rivista Science (190: 804-806), teoria ripresa durante la sua tesi specialistica presso la Florida State University per la quale condusse ulteriori esperimenti. La tesi fu, poi, nuovamente espansa nella sua tesi di dottorato di ricerca all'Università di Harvard.
Attualmente ricopre la carica di Professore di Zoologia e di Professore associato di Scienze informatiche presso l'Università dell'Oklahoma a Norman, Oklahoma.
Tom Ray è anche un ex membro dell'International Core War Society, la società di standardizzazione del gioco Core war.

## Riferimenti culturali
Ne Il risveglio di Endymion, libro conclusivo della famosa serie di fantascienza di Dan Simmons, viene svelato dal personaggio Aenea che il TecnoNucleo ha avuto origine da un esperimento umano nel quale programmi per computer dovevano competere per le risorse (ad esempio, per la memoria) ed evolversi di conseguenza. È specificato che una delle persone responsabili di ciò fu Tom Ray, che presumibilmente si riferisce al Progetto Tierra del biologo.
Nella serie anime Digimon Tamers, inoltre, è fondamentale l'idea di esseri digitali che competono fra loro per acquisire forza sempre maggiore.